# Риу-Фриу (Аркуш-де-Валдевеш)
Риу-Фриу (порт. Rio Frio) — район (фрегезия) в Португалии, входит в округ Виана-ду-Каштелу. Является составной частью муниципалитета Аркуш-де-Валдевеш. По старому административному делению входил в провинцию Минью. Входит в экономико-статистический субрегион Минью-Лима, который входит в Северный регион. Население составляет 889 человек на 2001 год. Занимает площадь 17,42 км².